# Keiji Nakazawa
Keiji Nakazawa (中沢 啓治 Nakazawa Keiji) (Hiroshima, Japón, 14 de marzo de 1939 - 19 de diciembre de 2012) fue un mangaka, escritor y productor de manga de origen japonés. 
Nació en Hiroshima y estuvo en la ciudad durante la explosión nuclear de Hiroshima en 1945. Toda su familia, que no alcanzó a evacuar, murió en la ciudad, excepto su madre.
En 1961, Nakazawa se mudó a Tokio para convertirse en un caricaturista a jornada completo, y producir algunos mangas cortos de antología, como Shōnen Gaho, Shōnen King, y Bokura.
En 1966, después de la muerte de su madre, Nakazawa recordó el caos de la destrucción de Hiroshima, volcándola en sus historias. Kuroi Ame ni Utarete (Struck by Black Rain), fue el primero de cinco libros que publicó, basado en la historia de los supervivientes de Hiroshima, que se encuentran en un mercado negro después de la guerra. En 1972, decidió publicar directamente su historia, escrita en la historia Ore wa Mita, publicada en la revista Monthly Shonen Jump.
Después de terminar Ore wa Mita, Nakazawa comenzó su mejor trabajo conocido Pies Descalzos (o Gen el descalzo). Esta serie, la cual consta de 10 volúmenes, se basó en eventos similares de Ore wa Mita pero en la ficción, con el joven Gen como un autoreferente del autor.
En septiembre de 2010 le fue detectado cáncer de pulmón, que finalmente le causó la muerte en diciembre de 2012.